# Tribendimidină
Tribendimidina este un antihelmintic eficace cu spectru larg folosit în China.
La începutul anilor 1980, oamenii de știință de la Institutul Național de Boli Parazitare (IPD) din Shanghai, R.P. China, au sintetizat tribendimidina, un derivat de aminofenildimidină al compusului Bayer amidantel. Tribendimidina a fost aprobat în R.P. China în 2004, pe baza datelor de siguranță și eficacitate provenite de la mai mult de 1000 de pacienți.
Cercetările experimentale pe diferite modele de animale (șoareci, șobolani, hamsteri și câini) au demonstrat că medicamentul este eficace împotriva unui spectru larg de nematozi: Ancylostoma duodenale, Necator americanus, Ancylostoma caninum, Nippostrongylus braziliensis, Syphacia mesocriceti, Strongyloides ratti, precum și împotriva trematodelor Echinostoma caproni și Clonorchis sinensis. Studiile clinice au evaluat eficacitatea și siguranța tribendimidinei în tratarea geohelmintiazelor (Ascaris lumbricoides, Trichuris trichiura) și Taenia spp. în R.P.  China. În studiile preliminare pe oameni s-a demonstrat că o singură doză de tribendimidină este eficientă împotriva Ascaris lumbricoides, Ancylostoma duodenale, Necator americanus și Enterobius vermicularis și are eficacitate superioară față de albendazol în tratamentul anchilostomiazei atunci când este utilizat în doză unică de 400 mg.
Cercetări recente sugerează ca tribendimidina este un agonist al receptorilor de acetilcolină de tip nicotinic L.
Efectele secundare sunt minime și trecătoare, și includ dureri abdominale, greață, vomă și diaree.
Cu toate acestea, înainte ca tribendimidina să fi disponibilă în afara R.P. China, sunt necesare studii suplimentare preclinice și clinice pentru a îndeplini standardul internațional acceptat de către Food and Drug Administration (FDA) și Agenția Europeană a Medicamentului.